# Splendrillia solicitata
Splendrillia solicitata é uma espécie de gastrópode do gênero Splendrillia, pertencente a família Drilliidae.